# Barcelos Hotel Terço Give
El Barcelos Hotel Terço es un equipo de baloncesto portugués, con sede en la ciudad de Barcelos, que compite en la LPB, la máxima competición de su país. Disputa sus partidos en el Esc Sec Barcelos.

## Posiciones en liga
- 2008 - (1-CNB1)
- 2009 - (9-Proliga)
- 2010 - (3-Proliga)
- 2011 - (1-Proliga)
- 2012 - (9-LPB)
- 2013 - (7)
- 2014 - (8)
- 2015 - (3)

## Palmarés
- Subcampeón Copa de Portugal -  2015
- Subcampeón Troféu António Pratas -  2014
- Subcampeón Proliga - 2011
- Subcampeón Troféu António Pratas (Proliga) -  2010

## Jugadores destacados
| - Dorivaldo Domingos - Matthew Adekponya - Andrezao da Silva - Antonio Neto - Sergi Coll - Patryk Bajtus - Pedro Antonio - Daniel Caluico - Carlos Fechas - Luis Ferreira - David Gomes - Nuno Oliveira - Ricardo Quintas | - Matic Simik - Igor Djukovic - Filip Djuran - Nikola Tadic - John Winchester - / João Pereira - / Faustino Santos - / Emerson Manso - / Eduardo Sousa - / Marco Loncovic - / Francisco Machado - / Augusto Matos - / Oladoyin Akinyanju |